# 24 de novembro
24 de novembro é o 328.º dia do ano no calendário gregoriano (329.º em anos bissextos). Faltam 37 dias para acabar o ano.

## Eventos históricos

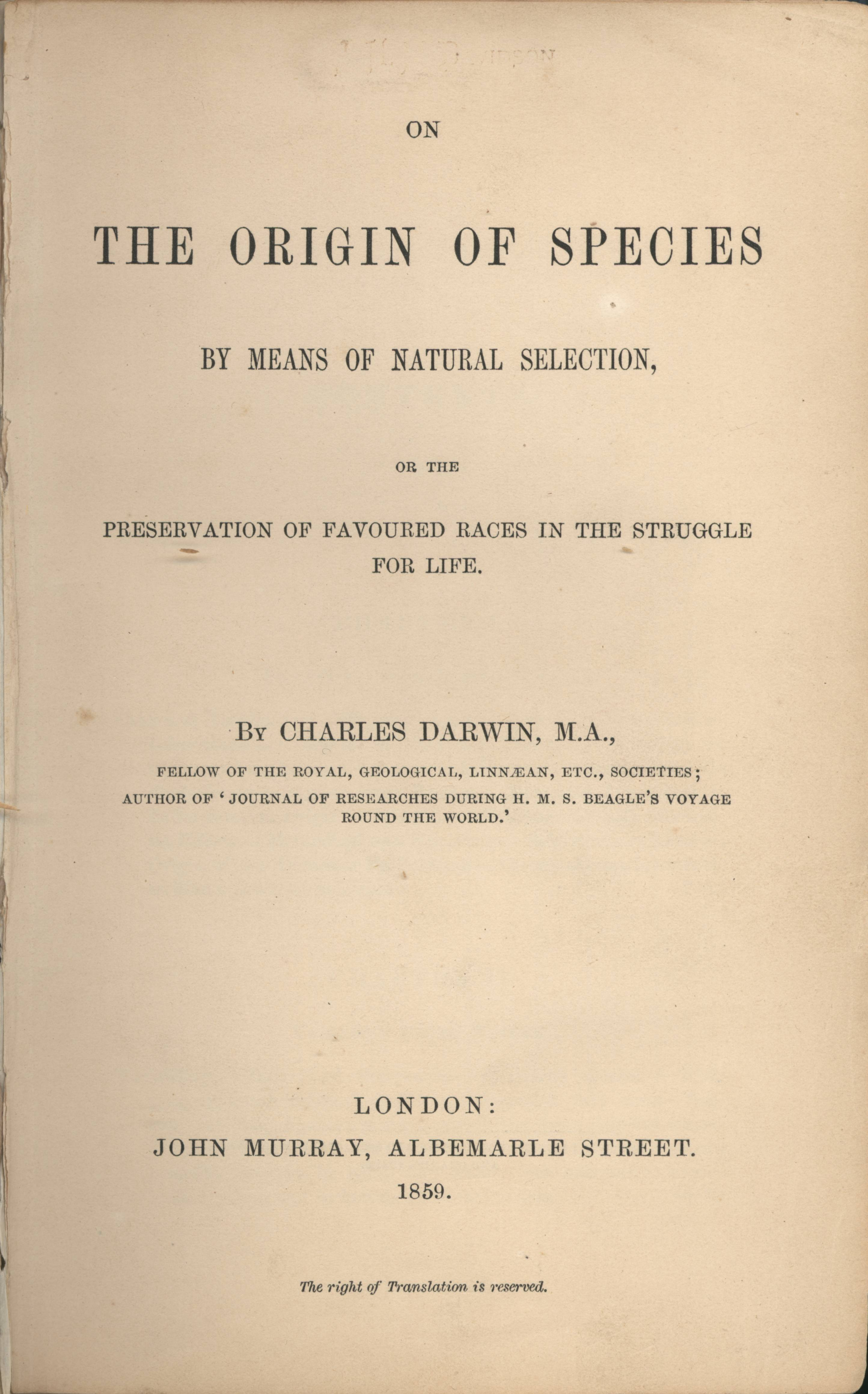
1859: Edição em inglês do livro A Origem das Espécies

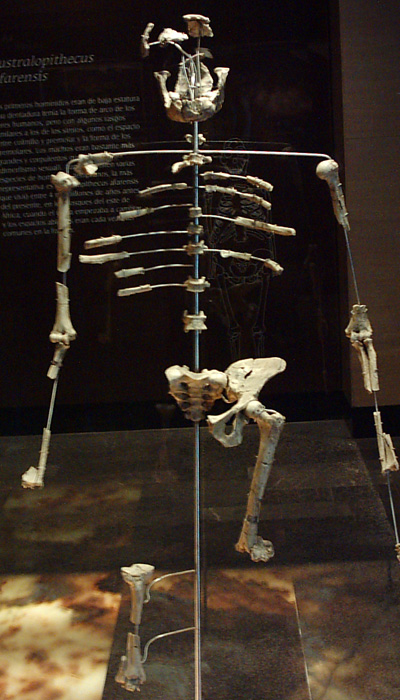
1974: "Lucy"

- 0380 — Teodósio faz seu advento, ou entrada formal, em Constantinopla.
- 1190 — Conrado de Monferrato torna-se rei de Jerusalém após seu casamento com Isabel I de Jerusalém.
- 1221 — Gengis Cã derrota o xá corásmio Jalaladim Mingueburnu em batalha, completando a conquista mongol da Ásia Central.[1]
- 1359 — Pedro I do Chipre ascende ao trono de Chipre depois que seu pai, Hugo IV do Chipre, abdica.
- 1631 — A cidade de Olinda é incendiada pelos holandeses.
- 1642 — Abel Tasman se torna o primeiro europeu a descobrir a Terra de Van Diemen (posteriormente renomeada Tasmânia).
- 1822 — Chegada de João José da Cunha Fidié a Campo Maior, depois de onze dias de marcha acelerada, de Oeiras, capital imperial do Piauí, com destino a Parnaíba.
- 1831 — O físico experimental britânico Michael Faraday anuncia a descoberta da lei do eletromagnetismo que leva seu nome, também conhecida como Lei da Indução (ver Lei de Faraday-Neumann-Lenz).
- 1848 — Risorgimento: Papa Pio IX, disfarçado, fugiu para Gaeta, fortaleza localizada no Reino das Duas Sicílias.
- 1859 — Charles Darwin publica A Origem das Espécies.
- 1940 — Segunda Guerra Mundial: a Primeira República Eslovaca torna-se signatária do Pacto Tripartite, juntando-se oficialmente às potências do Eixo.
- 1941 — Segunda Guerra Mundial: os Estados Unidos concedem Lend-Lease às Forças Francesas Livres.
- 1963 — Lee Harvey Oswald, o assassino do presidente John F. Kennedy, é morto por Jack Ruby.
- 1965 — Mobutu Sese Seko toma o poder na República Democrática do Congo e se torna presidente; ele governará o país (que ele renomeou Zaire em 1971) por mais de 30 anos.
- 1969 — Programa Apollo: o módulo de comando da Apollo 12 cai com segurança no Oceano Pacífico, encerrando a segunda missão tripulada a pousar na Lua.
- 1973 — Um limite de velocidade nacional é imposto na Autobahn na Alemanha por causa da crise do petróleo de 1973. O limite de velocidade dura apenas quatro meses.
- 1974 — Donald Johanson e Tom Gray descobrem 40% do esqueleto completo de um Australopithecus afarensis de sexo feminino, apelidado por eles de "Lucy" (a partir da música dos Beatles "Lucy in the Sky with Diamonds"), no Vale do Awash do Triângulo de Afar, Etiópia.
- 1980 — Proclamado o Parque Nacional do Lago Malawi, em Malawi.
- 1989 — Após uma semana de protestos em massa contra o regime comunista conhecidos como Revolução de Veludo, Miloš Jakeš e todo o Politburo do Partido Comunista da Checoslováquia renunciam a seus cargos. Isso traz um fim efetivo ao domínio comunista na Tchecoslováquia.[2]
- 2013 — O Irã assina um acordo provisório com os países P5+1, limitando seu programa nuclear em troca de sanções reduzidas.
- 2015 — Um avião de combate Sukhoi Su-24 da Força Aérea Russa é abatido pela Força Aérea Turca sobre a fronteira entre Síria e Turquia, matando um dos dois pilotos; um fuzileiro naval russo também é morto durante um esforço de resgate subsequente.
- 2016 — O governo da Colômbia e as Forças Armadas Revolucionárias da Colômbia — Exército do Povo assinam um acordo de paz revisado, encerrando a guerra civil com mais de 50 anos de duração no país.
- 2022 — Anwar Ibrahim é eleito primeiro-ministro da Malásia.[3]

## Nascimentos

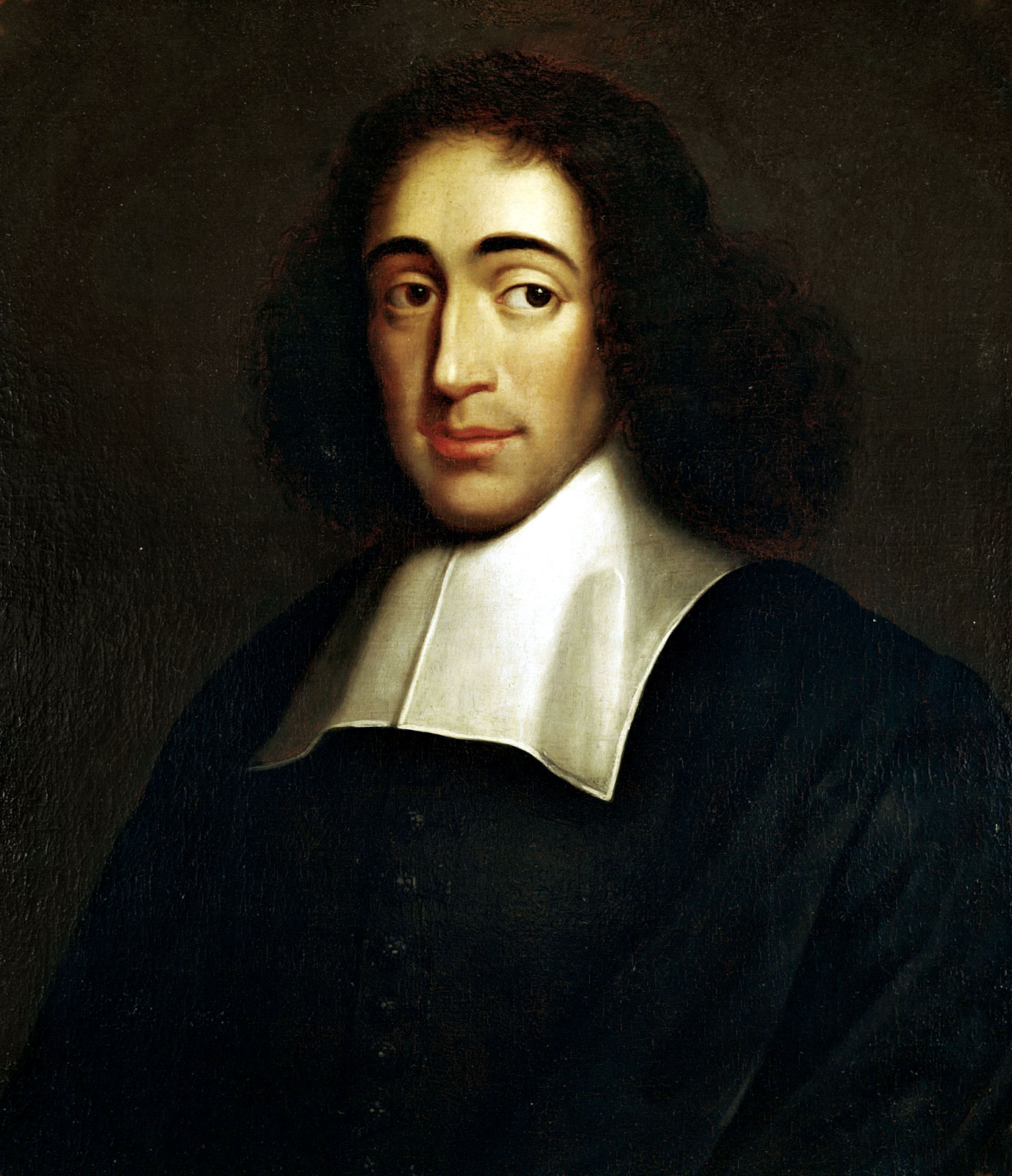
Baruch Espinoza

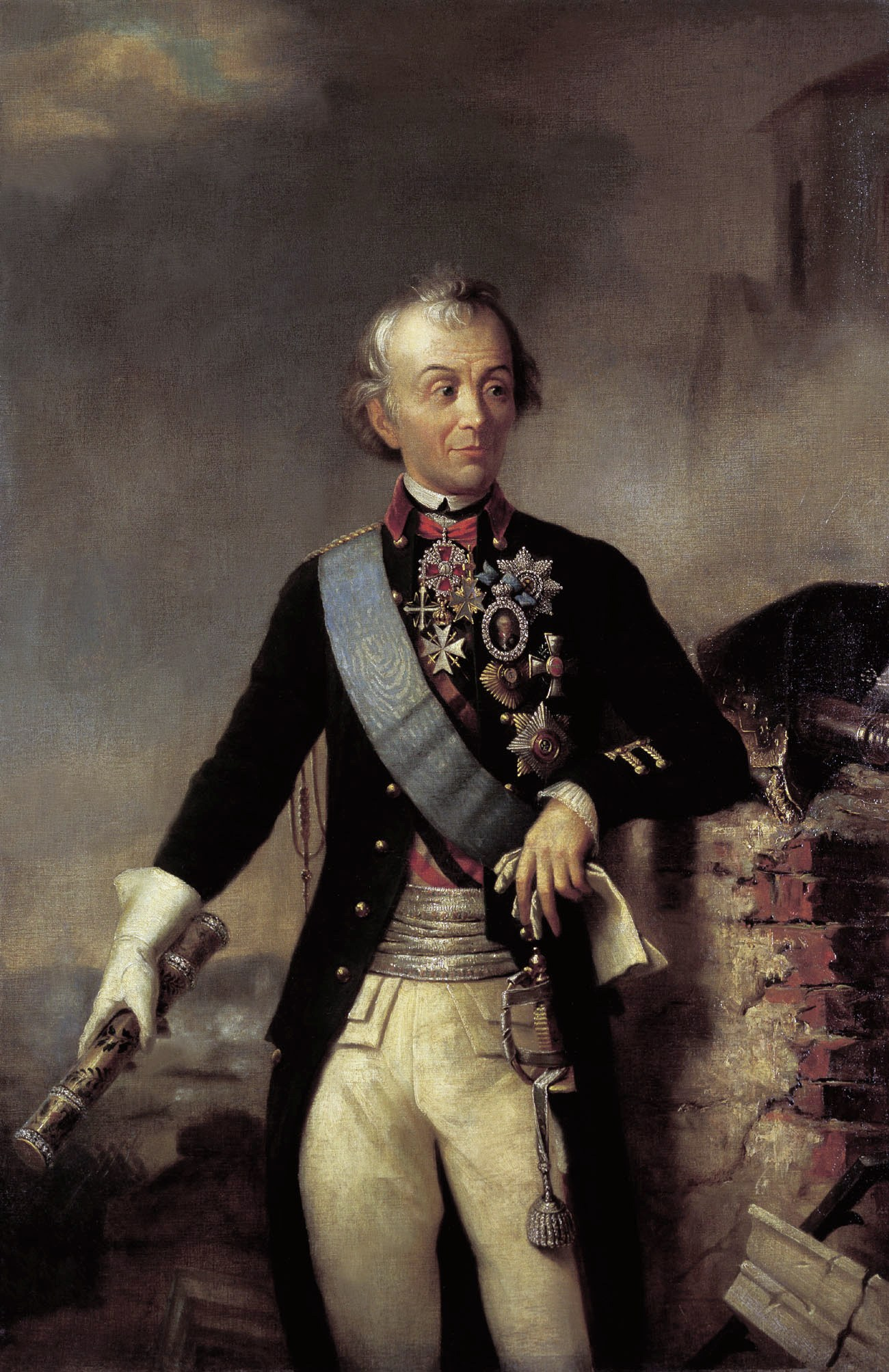
Alexander Suvorov

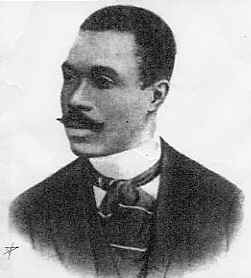
Cruz e Sousa

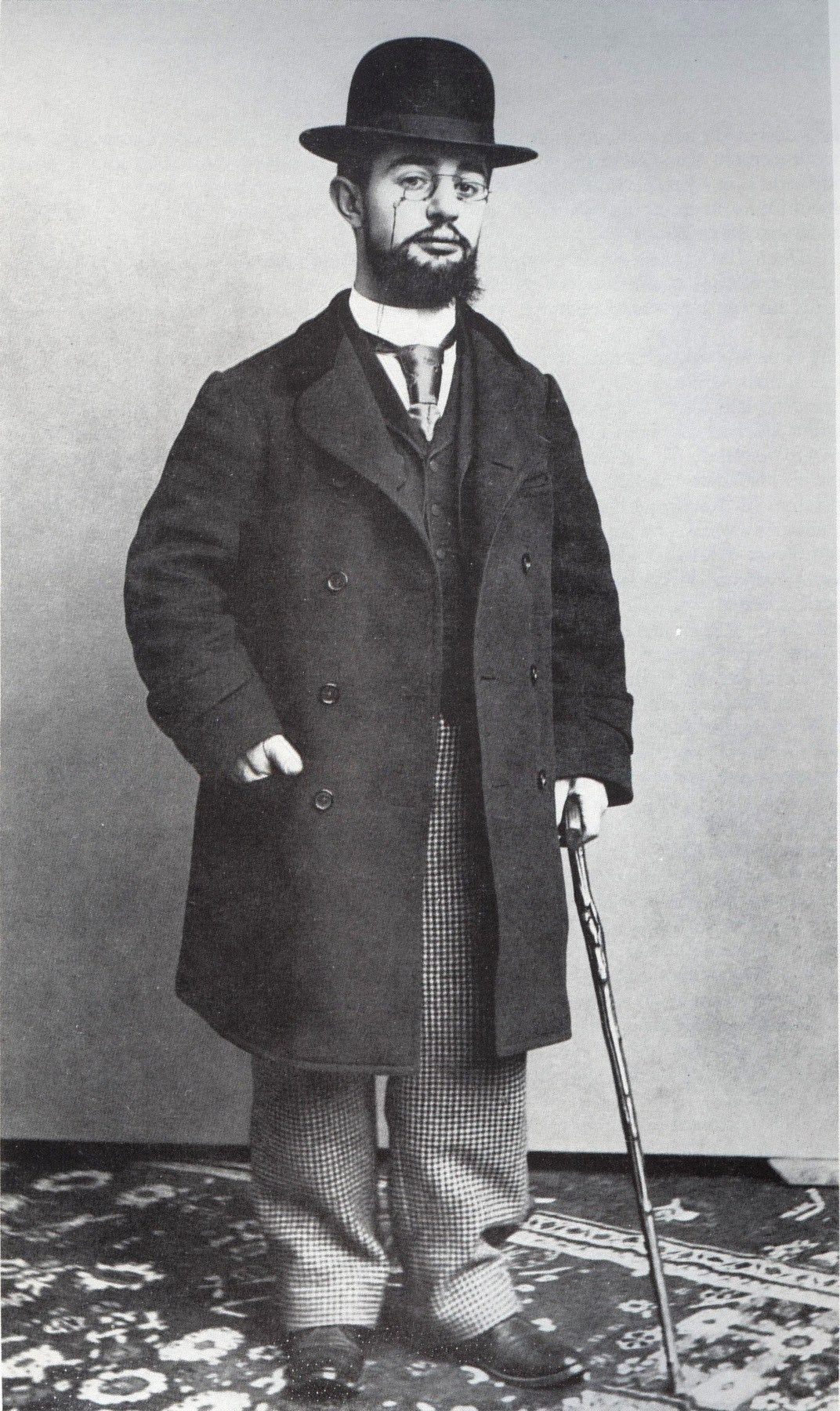
Henri de Toulouse-Lautrec

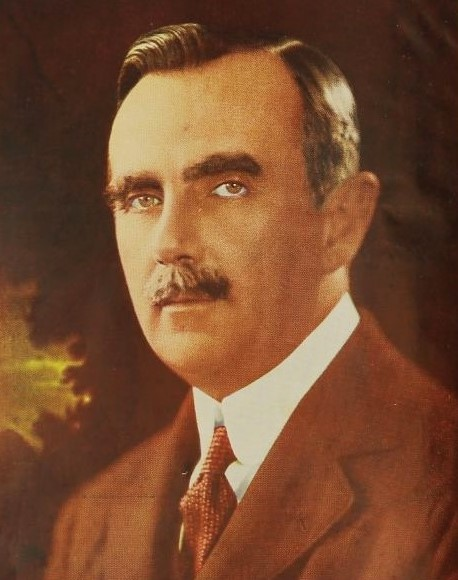
Charles Miller

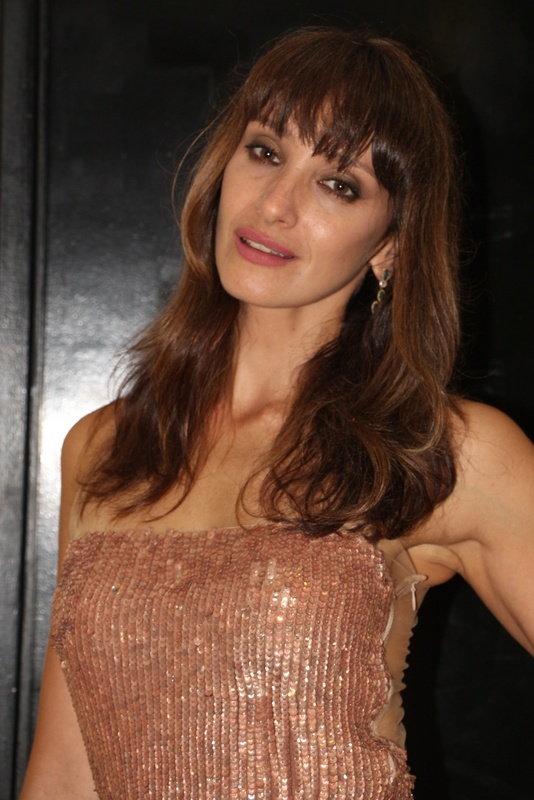
Sabrina Parlatore

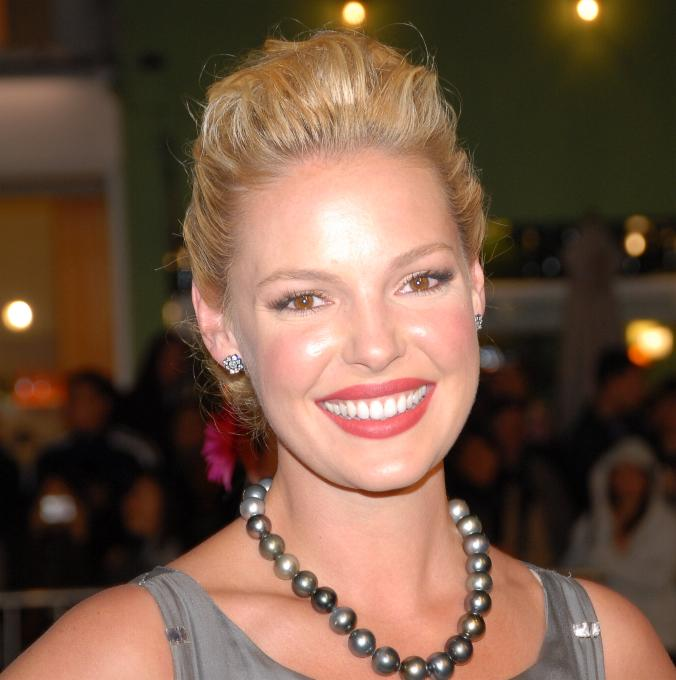
Katherine Heigl

### Anterior ao século XIX
- 1273 — Afonso, Conde de Chester (m. 1284).
- 1394 — Carlos, Duque de Orleães (m. 1465).
- 1472 — Pietro Torrigiano, escultor italiano (m. 1528).
- 1583 — Philip Massinger, dramaturgo inglês (m. 1640).
- 1615 — Filipe Guilherme de Neuburgo (m. 1690).
- 1632 — Baruch de Espinoza, filósofo holandês (m. 1677).
- 1655 — Carlos XI da Suécia (m. 1697).
- 1713 — Laurence Sterne, escritor irlandês (m. 1768).
- 1724 — Maria Amália da Saxônia (m. 1760).
- 1730 — Alexander Suvorov, líder militar russo (m. 1800).
- 1740 — John Bacon, escultor britânico (m. 1799).
- 1784
  - Zachary Taylor, político norte-americano (m. 1850).
  - Johann Ludwig Burckhardt, explorador e geógrafo suíço (m. 1817).

### Século XIX
- 1818 — David Hayes Agnew, cirurgião norte-americano (m. 1892).
- 1826 — Carlo Collodi, escritor italiano (m. 1890).
- 1828 — George Augustus Henry Sala, jornalista britânico (m. 1895).
- 1849 — Frances Hodgson Burnett, dramaturga e escritora anglo-americana (m. 1924).
- 1861 — Cruz e Sousa, poeta brasileiro (m. 1898).
- 1864 — Toulouse-Lautrec, pintor francês (m. 1901).
- 1869 — António Óscar Carmona, político português (m. 1951).
- 1874 — Charles Miller, futebolista anglo-brasileiro (m. 1953).
- 1876 — Walter Burley Griffin, arquiteto norte-americano (m. 1937).
- 1877
  - Boris Vladimirovich da Rússia (m. 1943).
  - Alben W. Barkley, jurista e político norte-americano (m. 1956).
- 1883 — Alfredo Luís da Costa, jornalista, empregado do comércio e regicida português (m. 1908).
- 1884 — Yitzhak Ben-Zvi, político e historiador israelense (m. 1963).
- 1885
  - Theodor Altermann, cenógrafo e ator estoniano (m. 1915).
  - Christian Wirth, oficial alemão (m. 1944).
- 1891 — Mariano Ospina Pérez, político e engenheiro civil colombiano (m. 1976).
- 1895 — Heinrich Eberbach, oficial alemão (m. 1992).
- 1898 — Liu Shaoqi, revolucionário e político chinês (m. 1969)

### Século XX

#### 1901–1950
- 1905 — Pierre Jaccoud, político e advogado suíço (m. 1996).
- 1906 — Rómulo de Carvalho, divulgador da ciência e poeta português (m. 1997).
- 1908 — Libertad Lamarque, atriz e cantora argentina (m. 2000).
- 1909 — Gerhard Gentzen, matemático alemão (m. 1945).
- 1912 — Teddy Wilson, pianista norte-americano (m. 1986).
- 1913
  - Gisela Mauermayer, atleta alemã (m. 1995).
  - Geraldine Fitzgerald, atriz irlandesa (m. 2005).
- 1915 — Alexander Nove, economista e historiador russo-britânico (m. 1994).
- 1916 — Forrest J. Ackerman, autor americano (m. 2008).
- 1920 — Jorge Mistral, ator, diretor e roteirista espanhol (m. 1972).
- 1921 — Robert Banks, químico norte-americano (m. 1989).
- 1923
  - Zlatko Čajkovski, futebolista e treinador de futebol croata (m. 1998).
  - Octavio Lepage, político e advogado venezuelano (m. 2017).
- 1925
  - Simon van der Meer, físico neerlandês (m. 2011).
  - Yos Sudarso, militar indonésio (m. 1962).
- 1926 — Tsung-Dao Lee, físico sino-americano (m. 2024).
- 1927
  - Ahmadou Kourouma, escritor marfinense (m. 2003).
  - Alfredo Kraus, tenor e professor de canto espanhol (m. 1999).
  - Adrián Escudero, futebolista espanhol (m. 2011).
- 1928 — Rubens Josué da Costa, futebolista brasileiro (m. 1987).
- 1929 — Franciszek Kokot, médico polonês (m. 2021).
- 1930
  - Albert Wolsky, figurinista estadunidense.
  - Carmen Hernández, catequista e missionária católica espanhola (m. 2016).
- 1931 — Maria Gabriela Llansol, escritora e tradutora portuguesa (m. 2008).
- 1932 — Claudio Naranjo, médico e antropólogo chileno (m. 2019).
- 1933 — Abdelmalek Sayad, sociólogo argelino (m. 1998).
- 1934
  - Alfred Schnittke, compositor e jornalista russo-americano (m. 1998).
  - Sven-Bertil Taube, cantor e ator sueco (m. 2022).
- 1935
  - Carlos Imperial, apresentador de televisão, compositor e produtor musical brasileiro (m. 1992).
  - Khalifa bin Salman al-Khalifa, político bareinita (m. 2020).
- 1936 — Gerardo Malla, ator espanhol. (m. 2021).
- 1937 — Otto Pfister, treinador de futebol e ex-futebolista alemão.
- 1938
  - Oscar Robertson, ex-jogador de basquete norte-americano.
  - Charles Starkweather, serial killer norte-americano (m. 1959).
- 1939 — Hanna Walter, ex-patinadora artística austríaca.
- 1940 — Marshall Berman, escritor e filósofo estadunidense. (m. 2013).
- 1941
  - Pete Best, músico britânico.
  - Abdelkader Bensalah, político argelino (m. 2021).
  - Horacio Altuna, desenhista argentino.
- 1942
  - Billy Connolly, ator, comediante e cantor britânico.
  - Jean Ping, diplomata e político gabonês.
- 1943 — Remo H. Largo, escritor suíço (m. 2020).
- 1944 — Kim Ho, ex-futebolista e treinador de futebol sul-coreano.
- 1945
  - David Sánchez Juliao, escritor, jornalista e diplomata colombiano (m. 2011).
  - Nurudin Farah, escritor somali.
- 1946
  - Roberto Challe, ex-futebolista peruano (m. 2024).
  - Ted Bundy, serial killer norte-americano (m. 1989).
  - Jan Ruiter, ex-futebolista neerlandês.
- 1947 — Dwight Schultz, ator e dublador norte-americano.
- 1948
  - Waldirene, cantora brasileira.
  - Ekofa Mbungu, ex-futebolista congolês.
  - Ian Hallam, ex-ciclista britânico.
- 1949
  - Pierre Buyoya, político e militar burundinês (m. 2020).
  - Dušan Galis, ex-futebolista e treinador de futebol eslovaco.
- 1950 — Bob Burns, baterista norte-americano (m. 2015).

#### 1951–2000
- 1951 — Jeffrey Swann, pianista norte-americano.
- 1952
  - Norbert Haug, empresário e jornalista alemão.
  - Thierry Lhermitte, ator e comediante francês.
  - Laura León, atriz e cantora mexicana.
- 1953 — Sylvie Kinigi, política burundinesa.
- 1954 — Emir Kusturica, ator, músico e diretor de cinema bósnio.
- 1955
  - Eliana Tranchesi, empresária brasileira (m. 2012).
  - Najib Mikati, político e empresário libanês.
- 1956 — Luís Represas, cantor e compositor português.
- 1957
  - Denise Crosby, atriz norte-americana.
  - Gamal Abdelhamid, ex-futebolista egípcio.
- 1958 — Roy Aitken, ex-futebolista britânico.
- 1959
  - Ana Luíza Azevedo, cineasta brasileira.
  - Akio Otsuka, dublador japonês.
  - Alejandro Mayorkas, advogado e servidor público norte-americano.
- 1960
  - Armen Grigoryan, cantor russo.
  - Aleida Guevara, pediatra cubana.
  - Denise Cerqueira, cantora brasileira (m. 1999).
- 1961 — Arundhati Roy, escritora e ativista indiana.
- 1962 — John Squire, músico britânico.
- 1963 — Kayhan Kalhor, compositor e maestro iraniano.
- 1964
  - Tony Rombola, músico norte-americano.
  - Garret Dillahunt, ator norte-americano.
  - Pampa, jogador de vôlei brasileiro (m. 2024).
- 1965
  - Rui Barros, ex-futebolista e treinador de futebol português.
  - Shirley Henderson, atriz britãnica.
  - Mara Luquet, jornalista e escritora brasileira.
  - Tom Boyd, ex-futebolista britãnico.
- 1966 — Juan Pablo Gamboa, ator colombiano.
- 1968
  - Bülent Korkmaz, ex-futebolista e treinador de futebol turco.
  - Scott Krinsky, ator, produtor de quadrinhos e comediante norte-americano.
- 1969
  - Rob Nicholson, músico norte-americano.
- 1970
  - Julieta Venegas, cantora mexicana.
  - Jens Keller, ex-futebolista e treinador de futebol alemão.
  - Sónia Araújo, apresentadora de televisão portuguesa.
  - Aleksander Kłak, ex-futebolista polonês.
- 1971
  - Cosmas Ndeti, maratonista queniano.
  - Lior Raz, ator israelense.
  - Lola Glaudini, atriz norte-americana.
- 1972
  - Xis, apresentador de televisão, cantor e compositor brasileiro.
  - Ibrahim Dossey, futebolista ganês (m. 2008).
- 1973
  - Cássia Linhares, atriz brasileira.
  - Félix Cárdenas, ex-ciclista colombiano.
  - Arlindo Grund, consultor de moda e apresentador de televisão brasileiro.
  - Hamlet Mkhitaryan, treinador de futebol e ex-futebolista armênio.
- 1974
  - Tony Menezes, ex-futebolista canadense.
  - Sabrina Parlatore, apresentadora de televisão brasileira.
  - Flávia Bonato, atriz brasileira.
- 1976
  - Chen Lu, ex-patinadora artística chinesa.
  - Théo Becker, ator brasileiro.
- 1977
  - Colin Hanks, ator estadunidense.
  - Ioan Silviu Suciu, ex-ginasta romeno.
- 1978 — Katherine Heigl, atriz estadunidense.
- 1979 — Joseba Llorente, ex-futebolista espanhol.
- 1980
  - Beth Phoenix, wrestler estadunidense.
  - Dieudonné Disi, maratonista ruandês.
- 1981 — Juan Pablo García, ex-futebolista mexicano.
- 1982
  - Ryan Fitzpatrick, ex-jogador de futebol americano estadunidense.
  - Heloisa Rosa, cantora, compositora e produtora musical brasileira.
- 1983
  - Paulo Salustiano, automobilista brasileiro.
  - André Bahia, ex-futebolista brasileiro.
  - Maya Booth, atriz portuguesa.
  - Jesús Valenzuela, árbitro de futebol venezuelano.
  - Dean Ashton, ex-futebolista britânico.
- 1984
  - Fernando Scavasin, esgrimista brasileiro.
  - Roy Miller, futebolista costarriquenho.
- 1985 — Fabiano Lima, ex-futebolista brasileiro.
- 1986
  - Pedro León, futebolista espanhol.
  - Danilo Silva, ex-futebolista brasileiro.
  - Micaela Vázquez, atriz argentina.
  - Souleymane Keïta, ex-futebolista malinês.
  - Sebastian Bachmann, esgrimista alemão.
  - Rodrigo Antas, ator e dublador brasileiro.
- 1987
  - Jeremain Lens, futebolista neerlandês.
  - Elena Satine, atriz e cantora georgiana.
- 1988 — Dorian van Rijsselberghe, velejador neerlandês.
- 1989
  - Mario Gavranović, futebolista suíço.
  - Lukáš Hrádecký, futebolista eslovaco.
  - Marco Wittmann, automobilista alemão.
- 1990
  - Sarah Hyland, atriz norte-americana.
  - Gastão Elias, tenista português.
- 1991
  - Richie Stanaway, automobilista neozelandês.
  - Arlindinho, músico brasileiro.
  - Baghdad Bounedjah, futebolista argelino.
- 1992 — Rebecca Heyliger, nadadora bermudenha.
- 1993
  - Jasper De Buyst, ciclista belga.
  - Hande Erçel, atriz e modelo turca.
  - Fridolina Rolfö, futebolista sueca.
  - Bryan Acosta, futebolista hondurenho.
  - Zoe Levin, atriz norte-americana.
- 1994
  - Reece Mastin, cantor australiano.
  - Nabil Bentaleb, futebolista argelino.
- 1995 — Eric Masip, ator espanhol.
- 1996 — Wesley Moraes, futebolista brasileiro.
- 1997
  - Nienke Helthuis, youtuber neerlandesa.
  - Marion Borras, ciclista francesa.
- 1998 — Peyton Meyer, ator norte-americano.
- 1999 — Abby Steiner, velocista norte-americana.

### Século XXI
- 2002 — Brahian Palacios, futebolista colombiano.
- 2003
  - Adriana Cerezo, taekwondista espanhola.
  - Carl-Frederik Bévort, ciclista dinamarquês.
  - Lucas Beraldo, futebolista brasileiro.

## Mortes

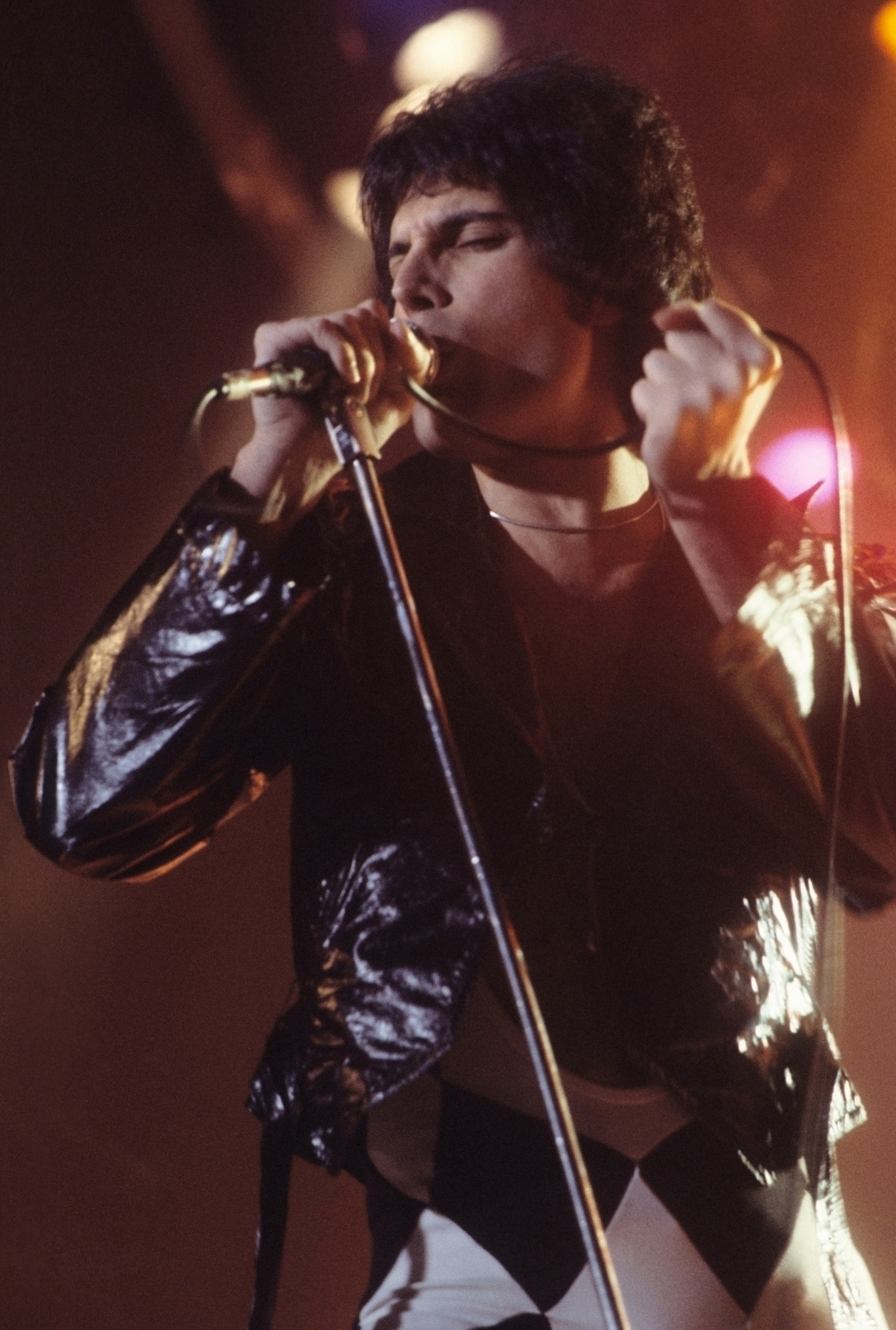
Freddie Mercury

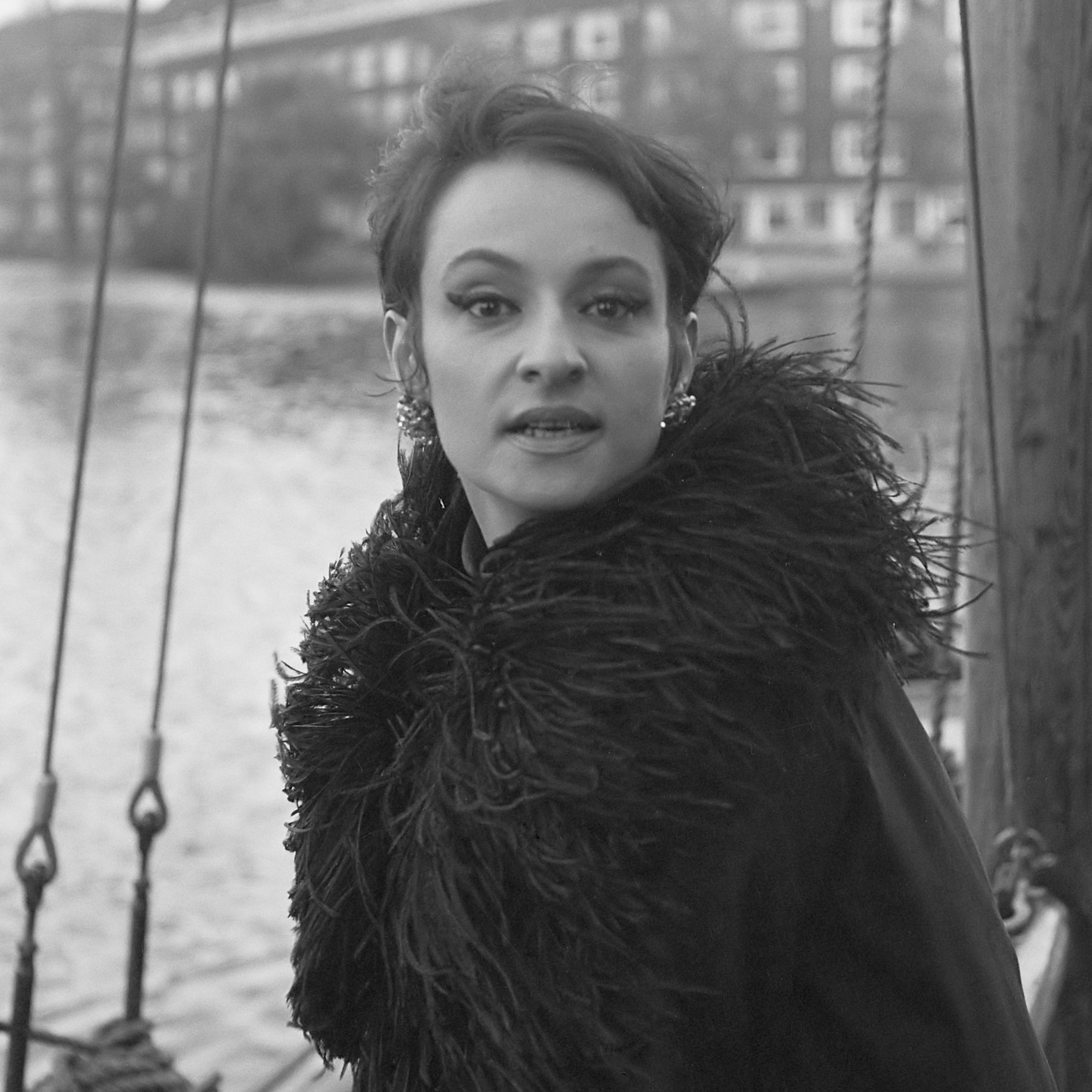
Barbara

### Anterior ao século XIX
- 0062 — Aulo Pérsio Flaco, poeta satírico da Roma Antiga (n. 34).
- 0654 — Kōtoku, imperador japonês (n. 596).
- 1072 — Pancrácio IV da Geórgia (n. 1018).
- 1426 — Isabel Plantageneta, duquesa de Exeter (n. 1363).
- 1531 — Johannes Oekolampad, teólogo suíço (n. 1482).
- 1572 — John Knox, reformador escocês (n. 1513 ou 1514).
- 1650 — Manuel Cardoso, compositor português (n. 1566).
- 1782 — Stefano Evodio Assemani, bibliotecário e orientalista italiano (n. 1707).

### Século XIX
- 1870 — Conde de Lautréamont, poeta francês (n. 1846).
- 1875 — William Backhouse Astor, empresário norte-americano (n. 1792).

### Século XX
- 1929 — George Clemenceau, estadista, jornalista e médico francês (n. 1841).
- 1936 — Alfredo Elviro dos Santos, sacerdote português (n. 1855).
- 1937 — Apolônia Pinto, atriz brasileira (n. 1854).
- 1957 — Diego Rivera, pintor mexicano (n. 1886).
- 1982 — Barack Obama, Sr., economista queniano (n. 1936).
- 1985 — Big Joe Turner, cantor americano (n. 1911).
- 1988 — Bernard Leene, ciclista de pista holandês (n. 1903).
- 1989 — Gordon Bess, cartunista americano (n. 1929).
- 1990 — Juan Manuel Bordeu, automobilista argentino (n. 1934).
- 1991
  - Eric Carr, baterista americano (n. 1950).
  - Freddie Mercury, cantor e compositor anglo-tanzaniano (n. 1946).
- 1993 — Albert Collins, músico americano (n. 1932).
- 1996 — Edison Denisov, compositor russo (n. 1929).
- 1997 — Barbara, cantora e compositora francesa (n. 1930).
- 1998
  - John Chadwick, linguista e professor de línguas clássicas inglês (n. 1920).
  - Nicholas Kurti, físico húngaro (n. 1908).
  - George Frederick Sprague, geneticista de plantas estadunidense (n. 1902).
- 1999
  - Mario Mathieu, ciclista olímpico argentino (n. 1917).
  - Roger Michael Hilary Minster, ator inglês (n. 1944).
- 2000 — Slavko Barbarić, sacerdote e escritor bósnio (n. 1946).

### Século XXI
- 2001
  - Donald McPherson, patinador artístico canadense (n. 1945).
  - Melanie Thornton, cantora alemã-americana (n. 1967).
- 2002 — John Rawls, cientista político americano (n. 1921).
- 2005 — Pat Morita, ator nipo-americano (n. 1932).
- 2006 — David Cunha, humorista brasileiro (n. 1957).
- 2011 — Thomas Rittscher, surfista brasileiro (n. 1917).
- 2012 — Héctor Camacho, boxeador porto-riquenho (n. 1962).
- 2016
  - Colonel Abrams, cantor e compositor americano (n. 1949).
  - Florence Henderson, atriz e cantora norte-americana (n. 1934).
- 2017 — Pedro Rolo Duarte, jornalista português (n. 1964).
- 2018 — Fabrizio Fasano, empresário brasileiro (n. 1935).
- 2019 — Leonardo Neves, surfista brasileiro (n. 1979).
- 2020 — Fernando Vannucci, jornalista e apresentador de televisão brasileiro (n. 1951).
- 2022 — Issei Sagawa, canibal japonês (n. 1949).
- 2024 — Barbara Taylor Bradford, romancista britânica (n. 1933).

## Feriados e eventos cíclicos

### Brasil
- Dia do Quadro Auxiliar de Oficiais.
- Dia do Instrutor de Língua Brasileira de Sinais (Libras).
- Feriado municipal em Sete Lagoas.

### Portugal
- Feriado municipal em Entroncamento.
- Feriado municipal em Sines.
- Dia Nacional da Cultura Científica (nascimento de Rómulo de Carvalho, 1906).

### Cristianismo
- André Dung-Lac
- Crisógono
- Eanfleda
- Mártires do Vietname

## Outros calendários
- No calendário romano era o 8.º (VIII) dia antes das calendas de dezembro.
- No calendário litúrgico tem a letra dominical F para o dia da semana.
- No calendário gregoriano a epacta do dia é xxviii.